# Казанка (моторная лодка)

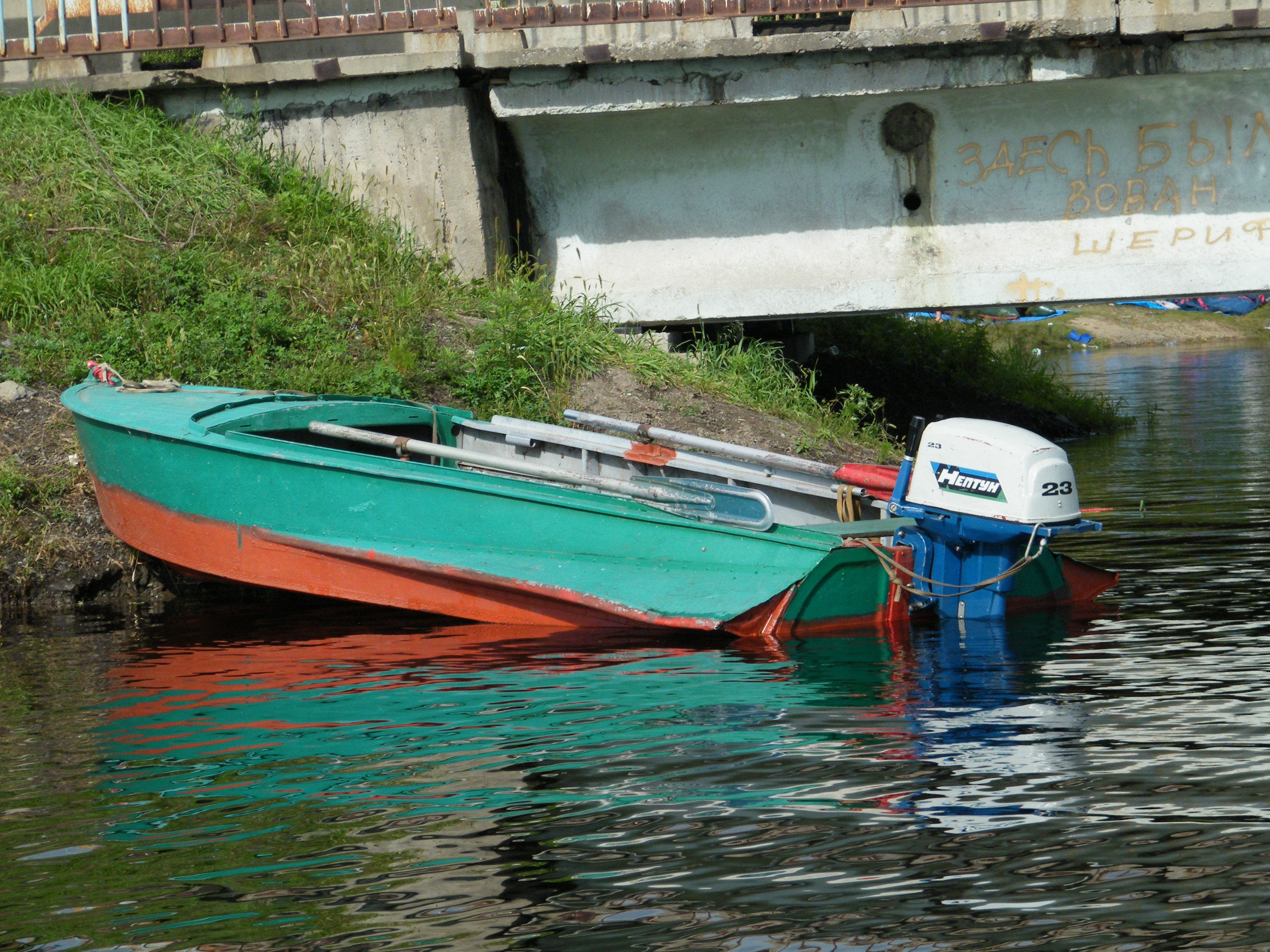
«Казанка» с булями и лодочный мотор «Нептун-23».

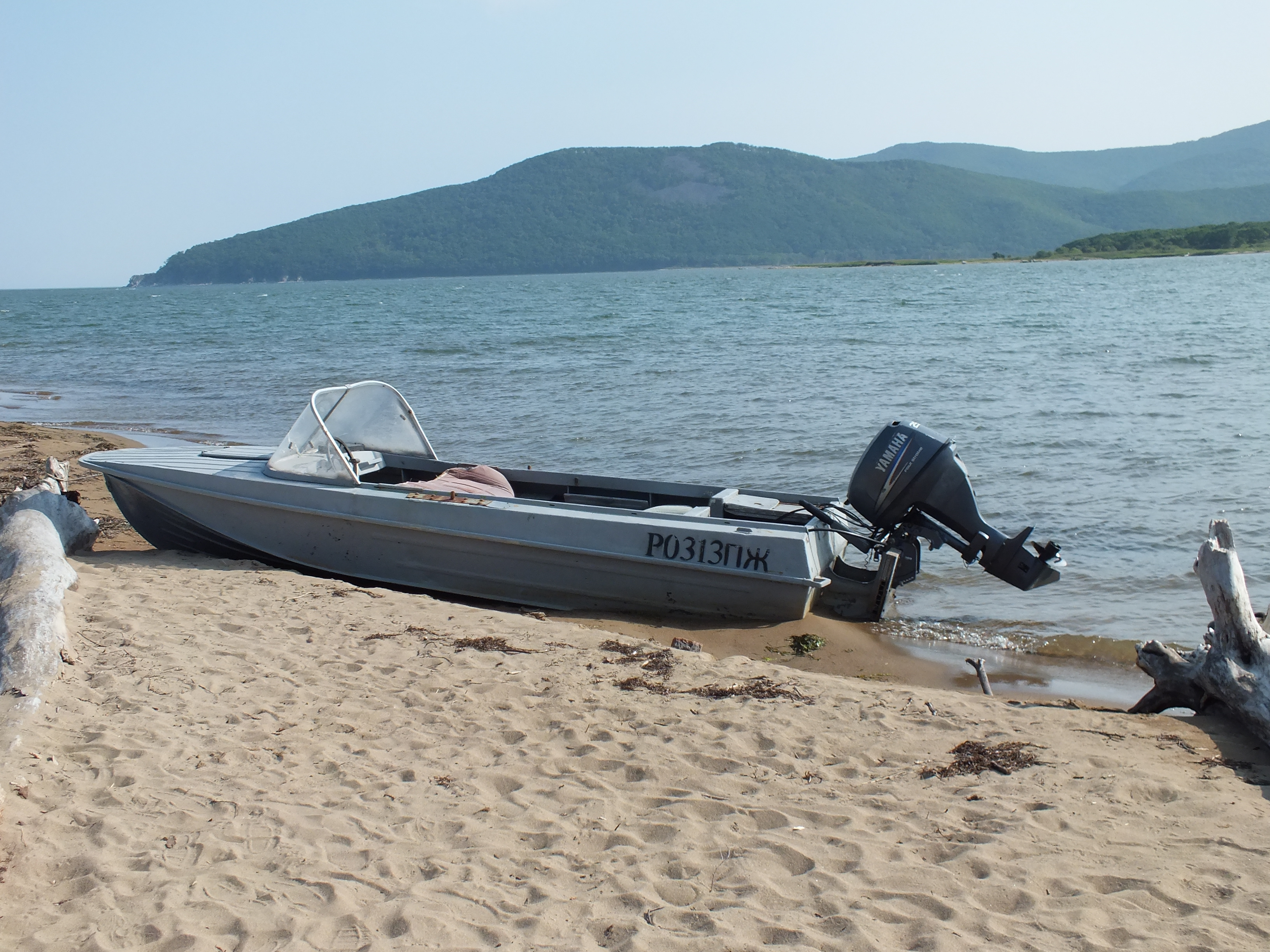
«Казанка-5М» с выносным транцем.

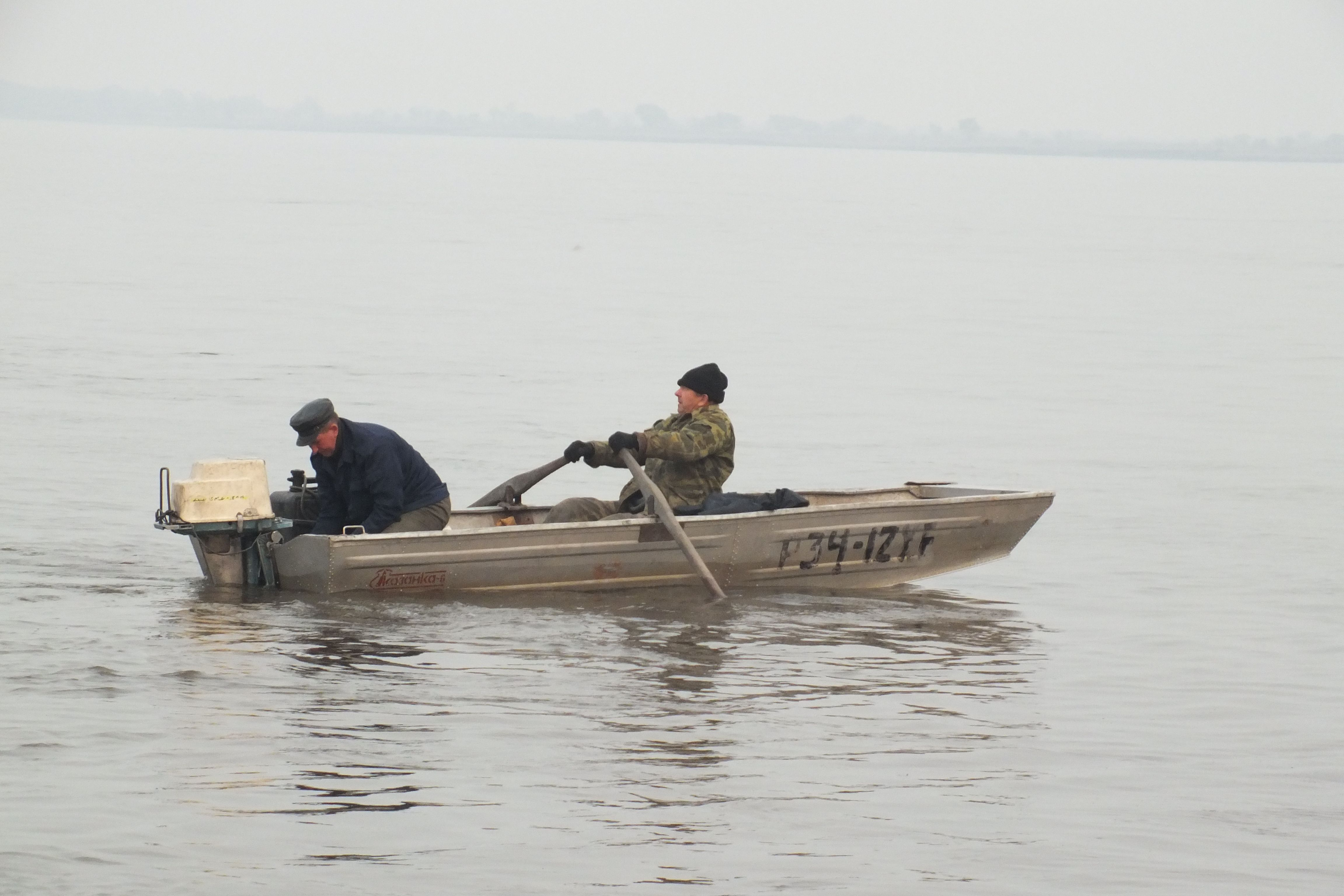
«Казанка-6» с лодочным мотором «Вихрь-30».

«Каза́нка» — серия металлических моторных лодок из алюминиевых сплавов, выпускаемых авиазаводом им. С. П. Горбунова в Казани с 1955 года. Одна из модификаций мотолодки выпускалась также Черноморским судостроительным заводом под названием «Южанка».
Основные модификации — «Казанка», «Казанка-М» («Южанка»), «Казанка-МД», «Казанка-2», «Казанка-5», «Казанка-5М»:
- «Казанка» стала первой советской моторной лодкой, которая при массовом выпуске распространялась через торговую сеть;
- «Южанка» и «Казанка-МД» являлись наиболее дешёвыми из промышленных мотолодок аналогичного класса в СССР. В 1973 г. розничная цена на них составляла 350 руб. («Южанка») и 420 руб. («Казанка-МД»);[1][2]
- модификации «Казанка-М» и «Южанка» имеют приклёпанные к бортам в кормовой части дополнительные були. Були расширяют плоскую кормовую часть днища лодки, повышают остойчивость, облегчают движение в режиме глиссирования;
- «Казанка-2М» стала самой большой дюралевой лодкой, выпускаемой в СССР;
- «Казанка-5» проектировалась с расчётом на повышенную мореходность и комфортабельность при ограниченной мощности подвесных моторов, выпускаемых в СССР. У модели «Казанка-5М» выносной транец рассчитан на установку двух подвесных моторов.

Моторные лодки серии «Казанка» можно было встретить практически на всех судоходных реках Советского Союза.
|                                      | «Южанка»                          | «Казанка-МД»                                | «Казанка-5»                                                              | «Казанка-2М»                                                                            |
| ------------------------------------ | --------------------------------- | ------------------------------------------- | ------------------------------------------------------------------------ | --------------------------------------------------------------------------------------- |
| Длина (м)                            | 4,63                              | 4,63                                        | 4,65                                                                     | 4,65                                                                                    |
| Ширина (м)                           | 1,6                               | 1.7                                         | 1.62                                                                     | 1.65                                                                                    |
| Высота борта (м)                     | 0,6                               | 0.68                                        | 0.72                                                                     | 0.8                                                                                     |
| Размеры кокпита (м)                  | 2,97×1,05                         | 3,17×1,05                                   | 1,8×1,26                                                                 | 2,48×1,31                                                                               |
| Вес (кг)                             | 145                               | 145                                         | 220                                                                      | 250                                                                                     |
| Вместимость                          | 4-5 чел. или 400 кг груза         | 4-5 чел. или 400 кг груза                   | 4-5 чел. или 400 кг груза                                                | 6 чел. или 600 кг груза                                                                 |
| Максимальная мощность мотора (л. с.) | 25                                | 25                                          | 30                                                                       | 50 (2 мотора)                                                                           |
| Максимальная скорость (км/ч)         | 36 (мотор 20 л.с и один водитель) | 43 с одним водителем, 40 с полной нагрузкой | 42 с одним водителем, 34 с полной нагрузкой                              | 55 (45 с полной нагрузкой)                                                              |
| Розничная цена (руб. 1973 год)       | 350                               | 420                                         | 745                                                                      | 1050                                                                                    |
| Комплектация                         | Вёсла                             | Вёсла, дистанционное управление.            | Вёсла, дистанционное управление, мягкие сиденья, тент, сигнальная мачта. | Вёсла, дистанционное управление, мягкие сиденья, тент, сигнальная мачта, бортовые огни. |

## Модификация «Южанка»
«Южанка» — моторная лодка, выпускалась Черноморским судостроительным заводом в 1970-х годах. Южанка — модификация «Казанки», выполненная группой энтузиастов под руководством инженера Г. Г. Менькова, имеет характерные приклёпанные к бортам в кормовой части герметичные були, которые существенно повысили аварийную плавучесть и остойчивость лодки, допустив её безопасную эксплуатацию с полной нагрузкой в 5 человек на волнении до 2 баллов. Максимальная скорость, при этом уменьшилась незначительно. Казанский вариант мотолодки с булями называется «Казанка-М», «Южанка» отличается от неё тем что днище и палуба рифлёные, на днище специальные накладки — реданы для большей остойчивости.
«Южанка» предназначается для прогулок, туризма, рыбалки. Моторная лодка может оснащаться подвесным мотором мощностью до 25 л. с. и разгоняться до 35—40 км/ч. Були расширяют плоскую кормовую часть днища лодки, повышают остойчивость, облегчают движение в режиме глиссирования, однако лодка имеет худшую остойчивость, чем лодки серии «Прогресс».
Технические характеристики:
- Длина — 4,63 м;
- Ширина — 1,6 м;
- Высота — 0,65 м;
- Сухой вес корпуса — 172 кг;
- Грузоподъёмность — 400 кг;
- Мощность мотора — до 30 л. с.

Лодка имеет клёпаный корпус из дюралюминия, со смешанной системой набора, состоящего из продольных рёбер жёсткости, шпангоутов и двух переборок. Толщина обшивки днища — 1,5—1,8 мм; бортов и палубы — 1 мм. Герметичный отсек непотопляемости обеспечивает водонепроницаемая форпиковая переборка, и в корме — були.